# يوآف كيش
يوآف كيش (بالعبرية: יואב קיש؛ ولد 6 ديسمبر 1968) طيار وسياسي إسرائيلي وهو أحد أعضاء الكنيست عن حزب اللكود.